# Gonçalo Rodrigues de Abreu
Gonçalo Rodrigues de Abreu (1220 -?), foi um fidalgo e Cavaleiro medieval do Reino de Portugal no tempo do rei  D. Afonso III de Portugal, foi irmão do 3º senhor da Torre de Abreu de da honra de Abreu.

## Relações familiares
Foi filho de Gomes Lourenço de Abreu (1130 -?) e pai de: